# ۷ اکتبر
۷ اکتبر دویست و هشتادمین (در سال‌های کبیسه دویست و هشتاد و یکمین) روز سال در گاه‌شماری میلادی است. ۸۵ روز تا پایان سال باقی‌است.

## رویدادها
- ۳۷۶۱ (پیش از میلاد) - مبدأ گاهشماری یهودی
- ۱۸۷۹ - امپراتوری آلمان و امپراتوری اتریش-مجارستان یک پیمان اتحاد امضا کردند.
- ۱۹۰۶ - نخستین جلسهٔ دوره اول مجلس شورای ملی
- ۱۹۵۰ - با گذر ارتش آزادی‌بخش خلق از رودخانه جینشا، ارتش جمهوری خلق چین شروع به اشغال تبت کرد.
- ۲۰۰۱ - ایالات متحده در پی حوادث یازدهم سپتامبر، به بهانه مبارزه با تروریسم، حمله خود به خاک افغانستان را آغاز کرد.
- ۲۰۲۳ - عملیات طوفان 
الاقصی توسط حماس علیه اسرائیل.

- زلزله بی سابقه هرات

## زادروزها
- ۱۹۱۲ – پیتر واکر، رانندهٔ مسابقات اتومبیل‌رانی اهل انگلستان (د. ۱۹۸۴)
- ۱۹۶۵ – مارکو آپیکلا، راننده مسابقات اتومبیل‌رانی اهل ایتالیا
- ۱۹۸۴ – مائورو سانتامبروجو، دوچرخه‌سوار اهل ایتالیا
- ۱۹۸۸ – جف فرملن، دوچرخه‌سوار اهل هلند

## درگذشت‌ها
- ۲۰۰۶ - آنا پولیتکوفسکایا، روزنامه‌نگار و فعال حقوق بشر روس
- ۲۰۲۳ - ترنس دیویس، فیلم‌نامه‌نویس، کارگردان، و رمان‌نویس انگلیسی